# Ергіхуела-де-ла-Сьєрра
Ергіхуела-де-ла-Сьєрра (ісп. Herguijuela de la Sierra) — муніципалітет в Іспанії, у складі автономної спільноти Кастилія-і-Леон, у провінції Саламанка. Населення — 300 осіб (2010).
Муніципалітет розташований на відстані близько 200 км на захід від Мадрида, 70 км на південний захід від Саламанки.
На території муніципалітету розташовані такі населені пункти: (дані про населення за 2010 рік)
- Ергіхуела-де-ла-Сьєрра: 266 осіб
- Ребольйоса: 34 особи

## Демографія
Динаміка населення (INE ):

## Зовнішні посилання
- Провінційна рада Саламанки: індекс муніципалітетів [Архівовано 23 квітня 2009 у Wayback Machine.]
- Посилання на Google Maps